# Society of Cable Telecommunications Engineers
SCTE (ang. Society of Cable Telecommunications Engineers) profesjonalna organizacja zapewniająca szkolenia, wydająca certyfikaty i tworząca nowe standardy. Jest to jedyna organizacja telekomunikacji kablowej akredytowana przez American National Institution Standards (ANSI) by rozwijać standardy techniczne. Organizacja dostarcza neutralnego forum dla fachowców, by mogli współpracować przy opracowywaniu rozwiązań prowadzących do ujednolicenia standardów na całym świecie.